# Прихід нацистів до влади

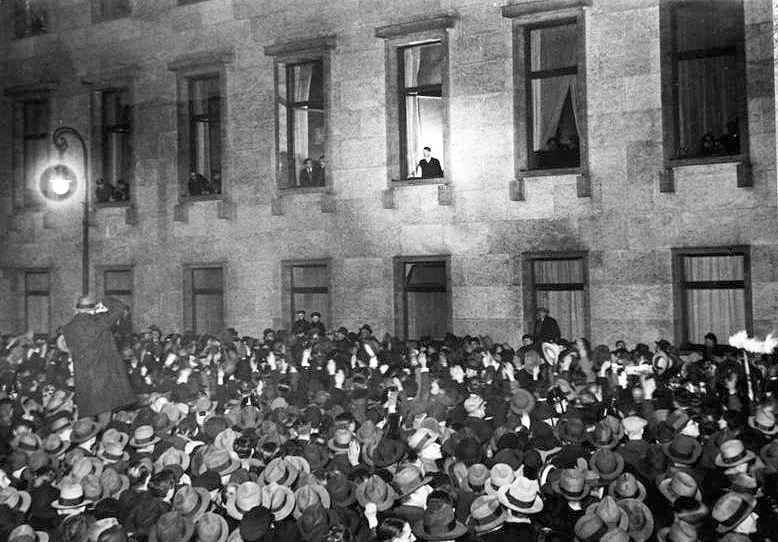
Виступ Гітлера 30 січня 1933 року з нагоди приведення до присяги

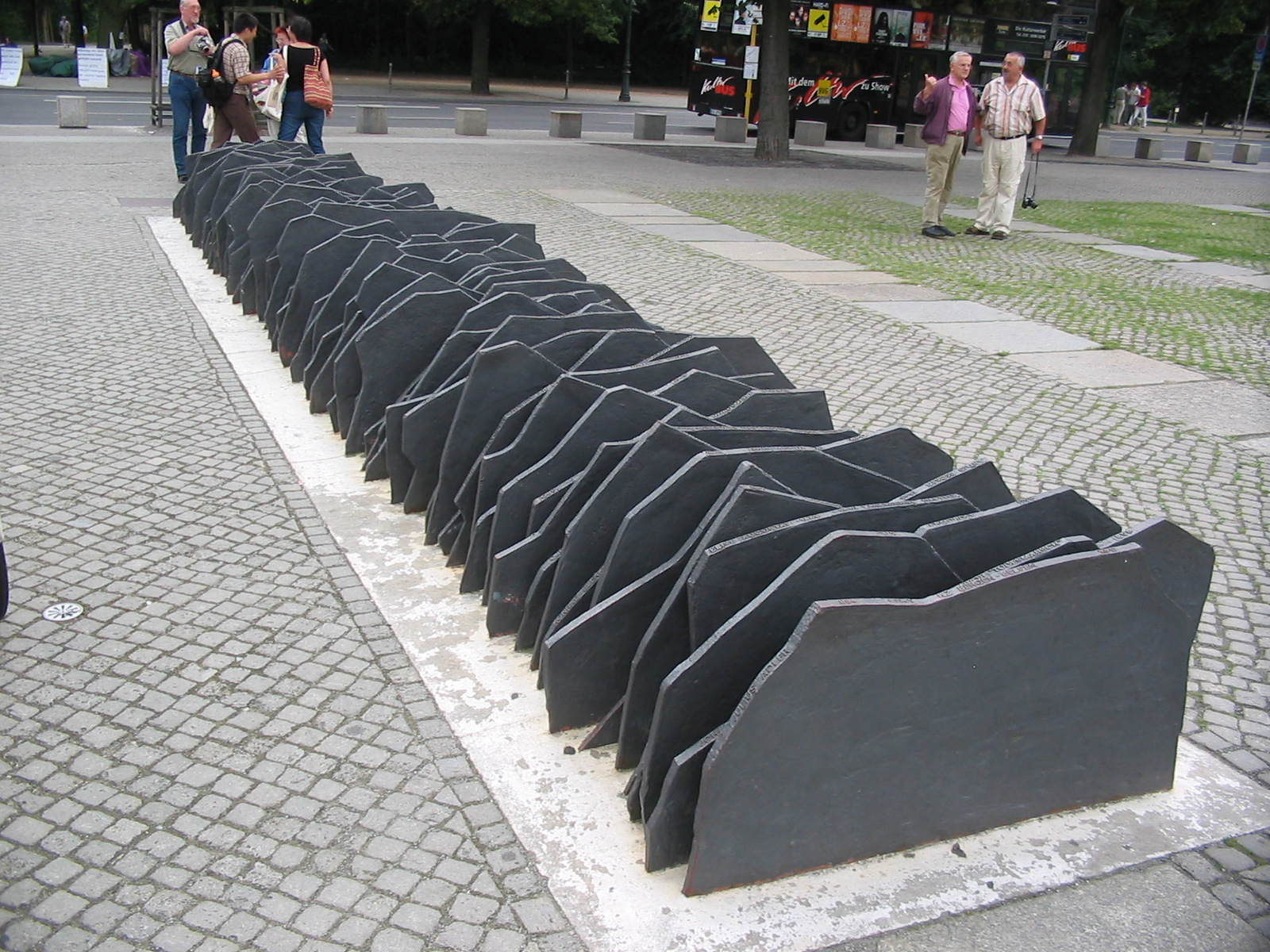
Меморіал жертвам 1933 року в Берліні. Кількість пластин відповідає 96 знищеним націонал-соціалістами депутатам рейхстагу після їх приходу до влади

Прихід нацистів до влади (нім. Machtergreifung — «захоплення влади») — період в історії Німеччини, під час якого відбулося поступове захоплення націонал-соціалістичною партією Німеччини (НСДАП) влади в демократичній Веймарській республіці. Поворотний момент настав 30 січня 1933 року, коли Гітлер за результатами виборів у Рейхстаг був приведений до присяги в ролі канцлера Німеччини. Прихід націонал-соціалістів на чолі з Адольфом Гітлером до влади ознаменував кінець Веймарської республіки й початок епохи Третього Рейху із заміною демократичного ладу на диктатуру.

## Передумови
До приходу до влади нацистів Німеччина залишалася національно приниженою, озлобленою, злиденною країною. Обсяг контрибуцій для неї визначили в 132 мільярди довоєнних марок — 5 світових запасів золота. Наприкінці 1923 року за один долар давали 4 трильйони 200 мільярдів марок. Зарплату видавали щодня, щоб люди встигали хоч щось купити. Пізніше інфляція стала менше, але безробіття залишалося великим. 1921 року налічувалося 5 млн, в 1932-му — вже 7,3 млн безробітних. Зневірені дрібні виробники все більше звинувачували в своїх бідах парламентську демократію й вірили, що вихід з кризи — у зміцненні державної влади. Економічна криза 1929 року штовхнула до нацистів безліч великих підприємців і банкірів, які субсидували передвиборчі кампанії НСДАП. Владі соціал-демократів довіряло все менше людей. Фактично Німеччина опинилася між комуністами і нацистами. Нацисти хотіли позбутися національного приниження після поразки у Першій світовій. Комуністи були до цієї ідеї байдужі. Нацисти зробили національну революцію одним з головних пунктів своєї політики.
І НСДАП, і КПН спиралися на одні й ті ж соціальні верстви. Вони вербували в свої ряди в основному радикально налаштовану молодь, робили це в одних і тих же кварталах і підприємствах. Між ними постійно виникали суперечки, сутички, зіткнення, які часто переходили в перестрілки. На початку 30-х нацисти оцінювали свої втрати сотнями вбитих і десятками тисяч поранених. Як комуністи, так і нацисти не раз перебігали до іншого табору. 1929 року соціал-демократи, які перебували при владі, заборонили діяльність ультралівої партії «Союз червоних фронтовиків». Вона налічувала понад 200 тисяч членів. І тоді дуже багато «ротфронтівців», перейшли в «штурмові загони» НСДАП.
Цю громадянську війну комуністи програвали. Якщо порівнювати пропаганду комуністів і нацистів, то комуністи хотіли, щоб замість законного уряду всюди були Ради, а Німеччина увійшла б у Всесвітній радянський союз. Оскільки Всесвітнього СРСР не було, то Німеччина підкорилася б СРСР. Нацисти хотіли Великої Німеччини й припинення дії Версальської системи, підйому економіки країни.

## На шляху до влади
31 липня 1932 року на чергових виборах до рейхстагу НСДАП отримала 230 мандатів (соціал-демократи — 133, комуністи — 89 мандатів), ставши найбільшою фракцією в парламенті.
У зверненні НСДАП від 1 березня 1932 говорилося: «Гітлер — це девіз для всіх, хто вірить у відродження Німеччини… Гітлер переможе, бо народ бажає його перемоги». Нацисти прийшли до влади як лідери революції.
30 січня 1933 року президент Гінденбург призначив Гітлера рейхсканцлером (главою уряду) Німеччини. Але нацистам, щоб проводити свою політику, цього було мало.

### Перші дні володарювання націонал-соцілістичного режиму
Прийшовши до влади, гітлерівці почали відразу зміцнювати своє становище в країні. Проте силами, що серйозно їм загрожували, були Комуністична партія Німеччини і Соціал-демократична партія Німеччини, які мали сильний вплив на маси. Наближалися вибори, але впевненості в тому, що на партію Гітлера чекає перемога, не було. Тож поплічники фюрера намагалися якомога швидше усунути конкурентів.
2 лютого 1933 року міністр внутрішніх справ Пруссії Герман Герінг очолив поліцію. Він також провів серед співробітників цієї установи жорстку чистку, усунувши або взагалі ліквідувавши усіх, хто не підтримував ідеї нацизму. Натомість прийшли члени штурмових (СС) та охоронних (СА) загонів. Саме цей герінговський «кістяк» згодом став основою державної таємної поліції Третього рейху — гестапо.
5 лютого у Берліні відбувся парад штурмовиків СА і активістів Сталевого шолома під гаслом об'єднання сил усіх націоналістичних партій, який фактично легалізував штурмові загони. Після ходи з державними символами ультраправі влаштували погроми в будинках і кафе, де зазвичай збиралися комуністи. У багатьох містах Німеччини відбулися зіткнення, під час яких загинуло чимало людей. Наступного дня в країні набув чинності закон про запровадження надзвичайного стану «для захисту німецького народу».
З 9 лютого розпочалися обшуки приміщень, які використовували комуністичні осередки, і квартир лідерів партії. Спочатку в пресі з'явилися повідомлення про винайдення складів зброї і документів, що «доводять» існування змови, яка передбачає підпал громадських будівель. Німеччиною прокотилася хвиля масових арештів і викрадення людей. Штурмовики нової влади методично знищували незгодних по усій країні.
24 лютого поліція Герінга влаштувала наліт на «Карл-Лібкнехт-хаус», штаб-квартиру комуністів в Берліні. Керівництво партії покинуло це приміщення ще за кілька тижнів до нальоту. Частина його пішла в підпілля, а частина нелегально перебралася до Радянського союзу. Але в підвалі залишилося багато пропагандистських брошур. Цього виявилося достатньо, щоб Герінг заявив в офіційному комюніке, що захоплені документи свідчать про намір комуністів здійснити переворот.

### Пожежа в Рейхстагу
Менше ніж через місяць після того, як Гітлера призначили канцлером, сталася пожежа Рейхстагу. Винуватцем визнали двадцятичотирирічного та маючого двадцятип'ятивідсотковий зір голландського комуніста Марінуса ван дер Люббе. Однак ходили наполегливі чутки, ніби будівлю парламенту підпалили самі нацисти. Так чи інакше, Гітлер вважав підпал Рейхстагу приводом для розправи над політичними противниками, звинувативши в підпалі знову ж таки комуністів. Політичні опоненти нацистів були схоплені, побиті і поміщені в тюрми та концтабори.
Президент Німеччини Гінденбург прийняв вимогу Гітлера обмежити декретом всі політичні і громадянські свободи як «тимчасові» дії з метою «захисту народу і держави». З тимчасового цей захід перетворився на постійний, а головного підозрюваного в підпалі Рейхстагу ван дер Люббе через рік стратили.
У березні пройшли останні парламентські вибори. Агітатори від нацистів говорили, що тільки Гітлеру під силу врятувати Німеччину від комуністів, а штурмовики СА заглушили голоси інших політичних партій. Прибічники фюрера зібрали 44 % голосів. Їхня париія не отримала більшості в рейхстазі, але цього вистачило, щоб знищити будь-який майбутній опір.

## Наслідки
Ставши 30 січня 1933 року канцлером, Гітлер швидко знищив всю опозицію та можливих суперників і встановив одноосібну владу фюрера (нім. führer, вождь), який вважався понад усіма законами і слово якого саме було законом. Лишень кілька найбільш наближених до Гітлера посадовців мали відносну автономність, і вели міжусобну боротьбу за вплив і підтримку фюрера. У розпалі Великої депресії, нацистському уряду вдалося відновити процвітання і покінчити з масовим безробіттям, завдяки потужним військовим витратам і змішаній економіці, яка поєднувала засоби вільного ринку і планової економіки. Також відбувалися активні громадські роботи, включаючи будівництво автобанів. Все це призвело до стрімкого росту популярності режиму.
Підконтрольні Генріху Гіммлеру секретна поліція (Gestapo) та Schutzstaffel (СС) знищили ліберальну, соціалістичну та комуністичну опозицію, переслідували і знищували євреїв та контролювали суспільство, яке було повністю охоплене нацистською пропагандою, якою опікувався Йозеф Геббельс. Освіта, мистецтво та засоби масової інформації були під повним контролем НСДАП, яка пропагувала унікальність німецького народу, приналежність його до арійської раси. Антисемітизм став державною політикою і пропагувався у всіх соціальних інститутах, починаючи з організації німецької молоді Hitler-Jugend, членство в якій було обов'язковим. Освіта приділяла велику увагу расовій біології та фізичному вихованню. Йозеф Геббельс використовував кінематограф, масові виступи, радіо та промови для маніпуляції суспільною думкою. Літні Олімпійські ігри 1936 року, які пройшли в Німеччині, дозволили представити режим світові.

### Розправа над штурмовиками Рема
Прихід Гітлера до влади і встановлення однопартійної диктатури ознаменувалися глибокими суперечностями, які виникли в лавах самої Націонал-соцілістичної німецької робочої партії. Нацистські екстремісти, об'єднані в штурмові загони СА, очолювані Ернстом Ремом, які не отримали нічого від захоплення влади, незабаром почали висловлювати невдоволення політикою Гітлера. Ернст Рем і його прихильники були найбільш «лівими» з нацистів. Вони хотіли перетворити SA в нацистську армію, а рейхсвер включити до складу SA.
До Рему було ідейно близько ліве, соціалістичне крило НСДАП. «Ліві нацисти», очолювані братами Штрассерами, хотіли союзу з Москвою проти англо-американської загрози. Та й націонал-більшовик Ернст Нікіш був переконаним русофілом.
І тоді нацисти зробили «переворот після перевороту». 30 червня 1934 року вони рушили армійські частини і СС проти штурмовиків. Бій був короткий через нерівність сил і тому, що штурмовики нічого подібного не чекали. Під час «Ночі довгих ножів» розстріляли давнього соратника Гітлера, главу СА Рема, лідера «лівих фашистів» Грегора Штрассера, фон Кара, колишнього рейхсканцлера генерала Шлейхера і багатьох інших діячів.
З цього часу SA втрачає своє політичне значення.

### Тоталітарний Рейх
Третій Рейх був тоталітарною державою. Нацисти, як і комуністи створили величезний репресивний апарат, який припиняв будь-яку опозиційну або підривну діяльність, не допускали будь-якої опозиції. З приходом до влади нацистів скінчилася Веймарська республіка (1919—1933). Націонал-соціалісти називали свою державу «Третім Рейхом» — Третьою Імперією. Першим Рейхом вважалася середньовічна Священна Римська імперія німецької нації, другим — створена Бісмарком Германська імперія. Але нацисти не скасували Веймарської конституції. Вони «тільки» внесли в неї корінні зміни і скасували дію низки її принципових положень.
З березня 1933 році розпочалося створення концтаборів, підпорядкованих згодом СС, створювалися відповідні суди. У квітні 1934 року вищою судовою інстанцією стала Народна судова палата. Її члени призначалися особисто фюрером. Масштаб репресій в Третьому Рейху був у багато разів нижче, ніж в СРСР. До початку війни Народна судова палата з політичних мотивів винесла вироки 225 тис. чоловік, всього ж з 1934 по 1945 рік було виконано 5 тис. офіційних смертних вироків.
15 липня 1933 була утворена Генеральна рада німецького господарства за участю найбільших підприємців. Пізніше було проведено також укрупнення господарських структур. Нацистська держава воліла мати справу з невеликим числом найбільших фірм і контролювати їх. 1936-го управління господарством перейшло в руки «адміністрації чотирирічного плану» на чолі з Германом Герінгом. Нова адміністрація взяла курс на «економічне самозабезпечення» («автаркію») країни і розширення бюджетного фінансування. Держава стала грати в економіці все більшу і більшу роль.
Централізація економіки допомогла нацистам дуже швидко впоратися з безробіттям і розвалом економіки. Держава будувала дороги. Німеччина досі оперезана безліччю автострад, що проходять не через міста, а повз них. Будувалися і вводилися в експлуатацію великі виробництва — в основному військового профілю. В 1935 році зовсім зникло безробіття.

### Расові закони
Расова теорія стосовно до євреїв стала способом зведення рахунків, прибирати незручних владі людей, «розбиратися» з ворогами режиму. Тоді ж було змінено законодавство: задумане нацистами неможливо було здійснити згідно цінностей і моралі цивілізованого суспільства. У лютому 1933 року введено закон, що забороняв «знущатися над тваринами» — він фактично забороняв кошерний забій худоби і тим самим — кошерну їжу.
«Закон про впорядкування національного складу управлінського апарату» від 11 квітня 1933 року припускав вигнання євреїв з управлінського апарату всіх рівнів і прийом на роботу виключно арійців. Цей закон вперше формулював поняття про «неарійців». Це будь-хто, у якого родичі були євреями або сповідували юдаїзм. Закон про редагування газет 4 листопада 1933 року забороняв редагувати німецькі газети вже не тільки євреям і «напіквкровкам різного ступеня», але вже і особам, які перебували з євреями у шлюбі.
Режим зміцнів, безробіття зменшилося, народ все більше став підтримувати НСДАП, і 15 вересня 1935 року були прийняті Нюрнберзькі расові закони: «Закон про громадянство Рейху» і «Закон про захист німецької крові та німецької чистоти». Ці закони поставили євреїв поза громадянством, поза системою реєстрації актів цивільного стану, поза майновими і соціальними відносинами. 550 тис. євреїв перетворилися на істот, на яких не поширювався закон, які повинні жити окремо від німців, не мали право на престижну й високооплачувану роботу, на власність і повинні нашивати на одяг жовті зірки, щоб їх можна було легко впізнати.
Реформи нацистів і створене ними соціалістичне німецьке суспільство приймалося не всіма. Всього до кінця Другої світової війни тільки на території Німеччини було 1100 концтаборів. До 1941 року через табори пройшло близько 1 млн німців, а це становило 2 % народу. Для католиків (40 % населення Німеччини) нацисти були богопротивними неоязичниками. Для лібералів — породженням авторитаризму. Для соціал-демократів — зрадниками прогресивних ідей. Для комуністів — головними політичними ворогами.
Число політичних емігрантів за 1933—1939 роки склало близько 1 млн осіб. З них не менше 300 тисяч — в СРСР. Німецька політична еміграція була такою ж активною і так само рішуче боролася з нацизмом, як російська еміграція Білого руху з більшовизмом. До 3 млн німців або приховували національне походження, або не мали змоги починати кар'єру. Не менше 300 тисяч євреїв втекли з Німеччини. До 5 тисяч євреїв з Німеччини воювали в складі англійських і американських ВПС.